# سيلو دالين ديالو
سيلو دالين ديالو (بالفرنسية: Cellou Dalein Diallo)‏‏ (3 فبراير 1952 في ابي - 3 مارس 2019 ) اقتصادي، وسياسي من غينيا.